# Andrzej Chmielewski (regionalista)
Andrzej Chmielewski (ur. 1971 w Międzyrzeczu) – regionalista i samorządowiec, autor książek i publikacji na temat ziemi międzyrzeckiej i regionu lubuskiego. 
Andrzej Chmielewski specjalizuje się w gromadzeniu wspomnień świadków drugiej wojny światowej i pionierów ziem zachodnich. Od 2007 r. jest właścicielem Wydawnictwa Literat, pisze i wydaje książki o tematyce regionalnej (również w języku niemieckim i angielskim). Od 2014 roku jest radnym Rady Miejskiej w Międzyrzeczu (VII, VIII i IX kadencji), w VIII kadencji wiceprzewodniczącym Rady. Był inicjatorem wzniesienia Pomnika Pionierów Ziemi Międzyrzeckiej, ustanowienia Dnia Pioniera oraz powstania Międzyrzeckiej Karty Seniora i Karty Weterana.
Jest również członkiem Komitetu Ochrony Orłów, Lubuskiego Klubu Przyrodników (Klub Przyrodników) w Świebodzinie i Towarzystwa Historycznego Ziemi Międzyrzeckiej. Był wieloletnim członkiem redakcji Kuriera Międzyrzeckiego, Powiatowej i Echa Powiatu, obecnie współpracuje z redakcjami prasy lokalnej oraz ze stowarzyszeniem byłych niemieckich mieszkańców Międzyrzecza Heimatkreis Meseritz e.V.. 
Publikował m.in. w Gazecie Lubuskiej, Głosie Międzyrzecza i Skwierzyny, Regionalnym magazynie wędkarskim - Na Ryby, w czasopismach Praca i Nauka za Granicą, II Światowa, Revue Wojna i włoską gazetą Report Difesa. Jego artykuły ukazały się także w Biuletynie Lubuskiego Klubu Przyrodników, ADHIBENDA Rocznik Archiwum Diecezjalnego w Zielonej Gorze (2022), Pegaz Lubuski, Głos Podolan (2023), Nowa Marchia (Zeszyty Naukowe, stale od 2023 r.) oraz w książkach Küstrin – Kostrzyn sięgając w przeszłość (2008), Ziemia Międzyrzecka w Przeszłości (stale od 2009 r.), Forty – Jeńcy – Monety Pasjonaci o Twierdzy Kostrzyn (2011), Miasto i Twierdza Kostrzyn nad Odrą, wykopaliska, cmentarze, świątynie (2012), Międzyrzecki Rejon Umocniony 80 lat zabytku architektury obronnej (2013), rocznik Ziemia Lubuska (stale od 2015 r.), Militarne dziedzictwo Świebodzina i okolic (2016), Militarne dziedzictwo Świebodzina i okolic. Ochrona i badania (2018), ADHIBENDA w Zielonej Górze (stale od 2021 r.).

## Wyróżnienia
- W 2018 roku Nagroda Starosty Międzyrzeckiego za promowanie Powiatu Międzyrzeckiego[15],
- Osobowość Roku 2019 powiatu międzyrzeckiego Gazety Lubuskiej w kategorii: polityka, samorządność i społeczność lokalna,
- Osobowość Roku 2019 roku województwa lubuskiego (drugie miejsce w kategorii: polityka, samorządność i społeczność lokalna)[16][17],
- Złoty Dukat Lubuski 2020 za wspieranie i promowanie życia kulturalnego regionu[18].
- W 2023 roku tytuł honorowy "Zasłużony dla Gminy Przytoczna"[19].
- Osobowość Roku 2024 powiatu międzyrzeckiego Gazety Lubuskiej w kategorii: kultura.

## Publikacje

### Książki
- Przyroda Gminy Międzyrzecz (2006), UMiG Międzyrzecz bez ISBN
- Zespół Przyrodniczo-Krajobrazowy Uroczyska MRU i Rezerwat Nietoperek MRU (2007), Wydawnictwo Klub Przewodników Świebodzin, ISBN 978-83-878469-23
- Na ryby w okolice Międzyrzecza (2007), Wydawnictwo Literat Andrzej Chmielewski Międzyrzecz, ISBN 978-83-925864-0-1
- Rowerem wokół Międzyrzecza (2008), Wydawnictwo Literat Andrzej Chmielewski Międzyrzecz, ISBN 978-83-925864-2-5
- Przyroda Gminy Trzciel (2009), Wydawnictwo Literat Andrzej Chmielewski Międzyrzecz, ISBN 978-83-925864-3-2
- Oni odbudowali tu Polskę. Wspomnienia Pionierów Ziemi Międzyrzeckiej (2010), Wydawnictwo Literat Andrzej Chmielewski Międzyrzecz, ISBN 978-83-925864-4-9
- Widziałem Gomorę w Rokitnie – wkroczenie Armii Czerwonej do Rokitna, seria Germania, część 1 (2012), Wydawnictwo Literat Andrzej Chmielewski Międzyrzecz, ISBN 978-83-925864-8-7
- 1945 Policko – krwawa pułapka, seria Germania, część 2 (2013), Wydawnictwo Literat Andrzej Chmielewski Międzyrzecz, ISBN 978-83-933003-3-4
- MRU Historia i Współczesność (2013), Wydawnictwo Literat Andrzej Chmielewski Międzyrzecz, ISBN 978-83-933003-6-5
- 1945 Bledzew – zapomniana bitwa, seria Germania, część 3 (2014), Wydawnictwo Literat Andrzej Chmielewski Międzyrzecz, ISBN 978-83-933003-7-2
- 1945 Przełamanie MRU, seria Germania, część 4 (2014), Wydawnictwo Literat Andrzej Chmielewski Międzyrzecz, ISBN 978-83-933003-8-9
- Jeziora i lasy powiatu Międzyrzeckiego (2015), Wydawnictwo Literat Andrzej Chmielewski Międzyrzecz, ISBN 978-83-936645-1-1
- Między Lagow a Łagowem, seria Germania, część 6 (2016), Wydawnictwo Literat Andrzej Chmielewski Międzyrzecz, ISBN 978-83-936645-2-8
- 1945 Politzig blutige Falle (tłumaczenie W. Gladisch), serie Germania (2015), Kraków, ISBN 978-83-936645-3-5
- 600 lat Wierzbna (2016), Wydawnictwo Literat Andrzej Chmielewski Międzyrzecz, ISBN 978-83-936645-7-3
- Przyroda okolic Międzyrzecza (2016), Wydawnictwo Literat Andrzej Chmielewski Międzyrzecz, ISBN 978-83-936645-9-7
- Z Polską w sercu - wspomnienia skwierzyńskich pionierów, seria Germania część 7 (2018), Wydawnictwo Literat Andrzej Chmielewski Międzyrzecz, ISBN 978-83-946875-3-3
- Przyroda i turystyka Gminy Przytoczna (2018), Wydawnictwo Literat Andrzej Chmielewski Międzyrzecz, ISBN 978-83-946875-0-2
- Wspomnienia z ziemi bledzewskiej, seria Germania, część 8 (2020), Wydawnictwo Literat Andrzej Chmielewski Międzyrzecz, ISBN 978-83-946875-9-5:
- 1944 Przytoczna powietrzne starcie/1944 Przytoczna Air Battle/1944 Przytoczna Luftkampf (tłum. K. Sztuba-Frąckowiak) (2021), Kraków ISBN 978-83-66527-24-9
- Gdy przybyli Rosjanie/Der Einmarsch der Russen (tłumaczenie K. Sztuba-Frąckowiak), seria Germania, część 9 (2023), Wydawnictwo Literat Andrzej Chmielewski Międzyrzecz, ISBN 978-83-946875-6-4
- Wspomnienia pionierów z gminy Przytoczna/Erinnerungen an die Vorreiter aus der Gemeinde Prittisch (tłumaczenie K. Sztuba-Frąckowiak), 2023, ISBN 978-83-946875-8-8
- Ksiądz robotnik – wspomnienia o ks. Józefie Rysiu, Wydawnictwo Literat Andrzej Chmielewski, Międzyrzecz (2024), ISBN 978-83-969924-4-4

### Albumy
- Album Międzyrzecz na dawnych pocztówkach/Meseritz auf alten Postkarten I. (2011), Wydawnictwo Literat Andrzej Chmielewski Międzyrzecz, ISBN 978-83-925864-6-3
- Album Międzyrzecz na dawnych pocztówkach wydanie II (2011), Wydawnictwo Literat Andrzej Chmielewski Międzyrzecz, ISBN 978-83-925864-7-0
- Album Międzyrzecz na starych pocztówkach/Meseritz auf alten Ansichtskarten II. (2011), Wydawnictwo Literat Andrzej Chmielewski Międzyrzecz, ISBN 978-83-925864-9-4
- Album Kostrzyn na dawnych pocztówkach/Küstrin auf alten Ansichtskarten (2012), Wydawnictwo Literat Andrzej Chmielewski Międzyrzecz, ISBN 978-83-933003-0-3
- Świętoszów na starych pocztówkach/Neuhammer am Queis auf alten Ansichtskarten (2014), Wydawnictwo Literat Andrzej Chmielewski Międzyrzecz, ISBN 978-83-933003-9-6
- Album Międzyrzecz na starych pocztówkach/Meseritz auf alten Ansichtskarten II. (2011), Wydawnictwo Literat Andrzej Chmielewski Międzyrzecz, ISBN 978-83-925864-9-4
- Album Kostrzyn na dawnych pocztówkach/Küstrin auf alten Ansichtskarten (2012), Wydawnictwo Literat Andrzej Chmielewski Międzyrzecz, ISBN 978-83-933003-0-3
- Dawny Międzyrzecz na kolorowych pocztówkach/Meseritz auf alten farbigen Postkarten (2012), ISBN 978-83-933003-2-7
- Gmina Międzyrzecz na dawnych widokówkach/Gemeinde Meseritz auf alten Postkarten (2013), Wydawnictwo Literat Andrzej Chmielewski Międzyrzecz, ISBN 978-83-933003-4-1
- Witnica na starych pocztówkach/Vietz a. Ostbahn auf alten Ansichtskarten (2013),Wydawnictwo Literat Andrzej Chmielewski Międzyrzecz, ISBN 978-83-933003-5-8
- Skwierzyna na dawnych pocztówkach/Skwierzyna auf den alten Postkarten/Skwierzyna in Old Postcards (2017), Wydawnictwo Literat Andrzej Chmielewski Międzyrzecz, ISBN 978-83-946875-1-9
- Gmina Bledzew na dawnych pocztówkach (2019), Wydawnictwo Literat Andrzej Chmielewski Międzyrzecz, ISBN 978-83-946875-7-1
- 100 lat LP. Nadleśnictwo Międzyrzecz, Wydawnictwo Literat Andrzej Chmielewski Międzyrzecz (2024), ISBN 978-83-969924-2-0[20]